# Estación de Plaza del Pueblo
People's Square (en chino tradicional, 人民廣場站; en chino simplificado, 人民广场站; pinyin, Rénmín Guǎngchǎng Zhàn) es una gran estación de transbordo del Metro de Shanghái, situada por debajo de la Plaza del Pueblo, en el centro de Shanghái. Se dice que es la estación de metro con mayor tráfico de todo China, con un tráfico diario de 400 000 personas.[cita requerida]
La estación es un transbordo entre las líneas 1, 2 y 8, por lo que es una estación muy importante que tiene casi veinte salidas. Es excepcionalmente ajetreada por la combinación de ser un trasbordo entre las líneas norte-sur y este-oeste y por estar cerca de edificios de oficinas, centros comerciales y atracciones turísticas. No solo está muy ocupada durante las horas puntas, sino que también está muy activa durante el resto del día. 
A comienzos de 2009, abrió una nueva plataforma lateral para los pasajeros de la línea 8 en dirección sur (hacia el Museo Aeroespacial). Esta plataforma se construyó a partir de un antiguo enlace con la línea 1. Los pasajeros desde la estación de Shiguang Road con dirección sur pueden salir por cualquiera de las puertas.

## Lugares cercanos
- Plaza del Pueblo
- La calle de tiendas Nanjing Road
- Fuzhou Road
- Salón de Conciertos de Shanghái
- Yan'an Park
- Huaihai Road (Este)

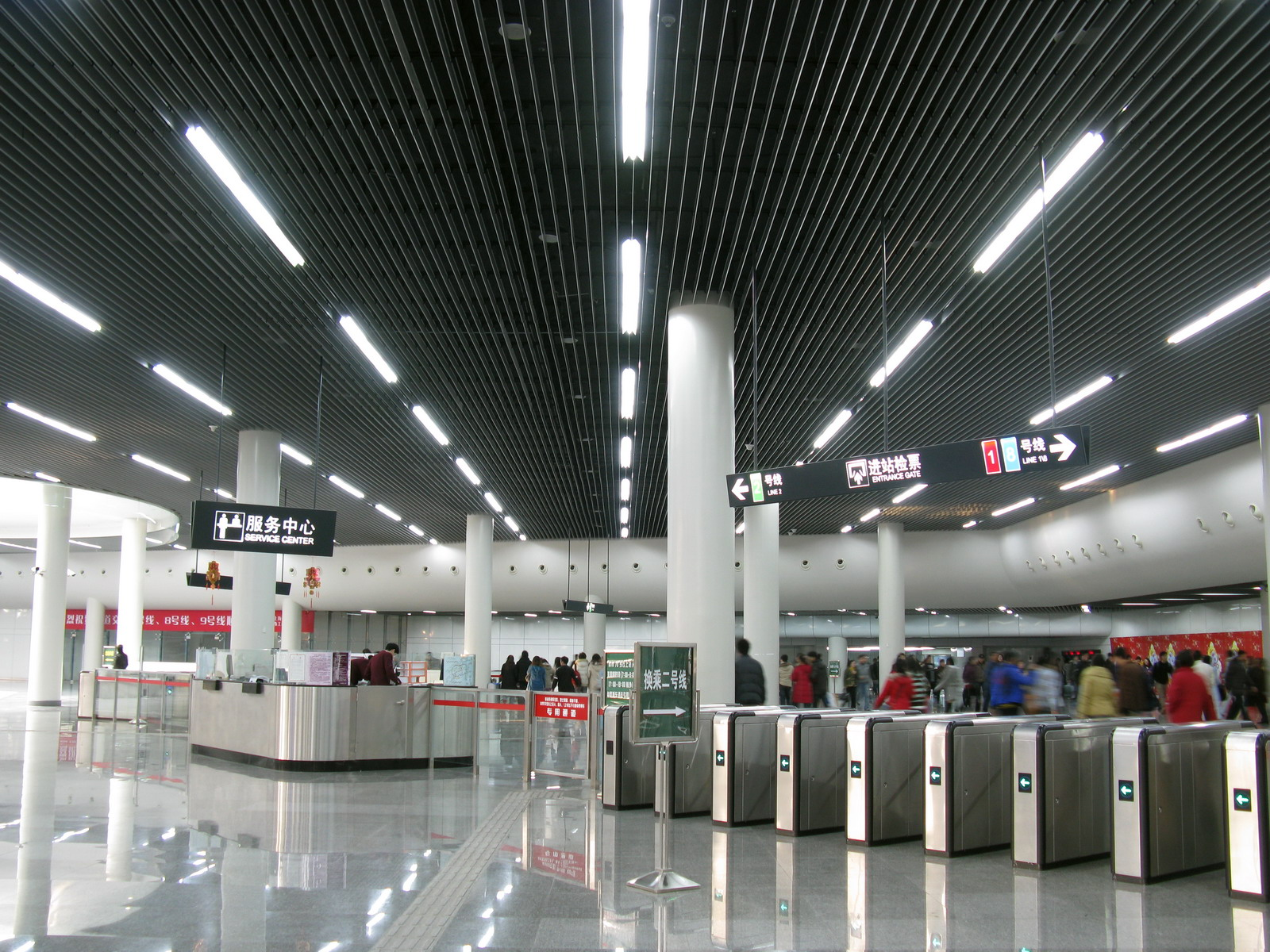
El vestíbulo de la estación
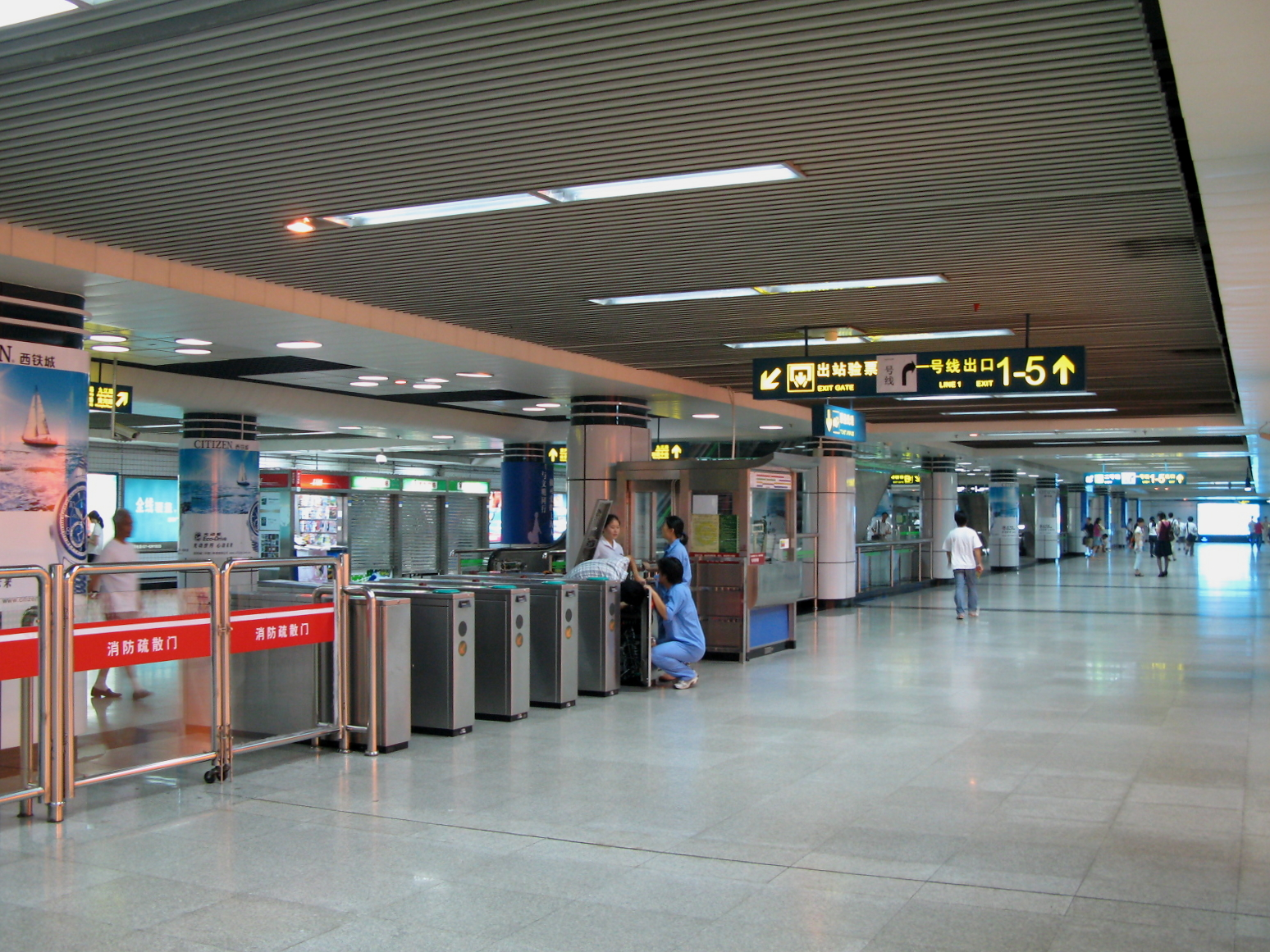
El vestíbulo de Plaza del Pueblo por encima de la Línea 2
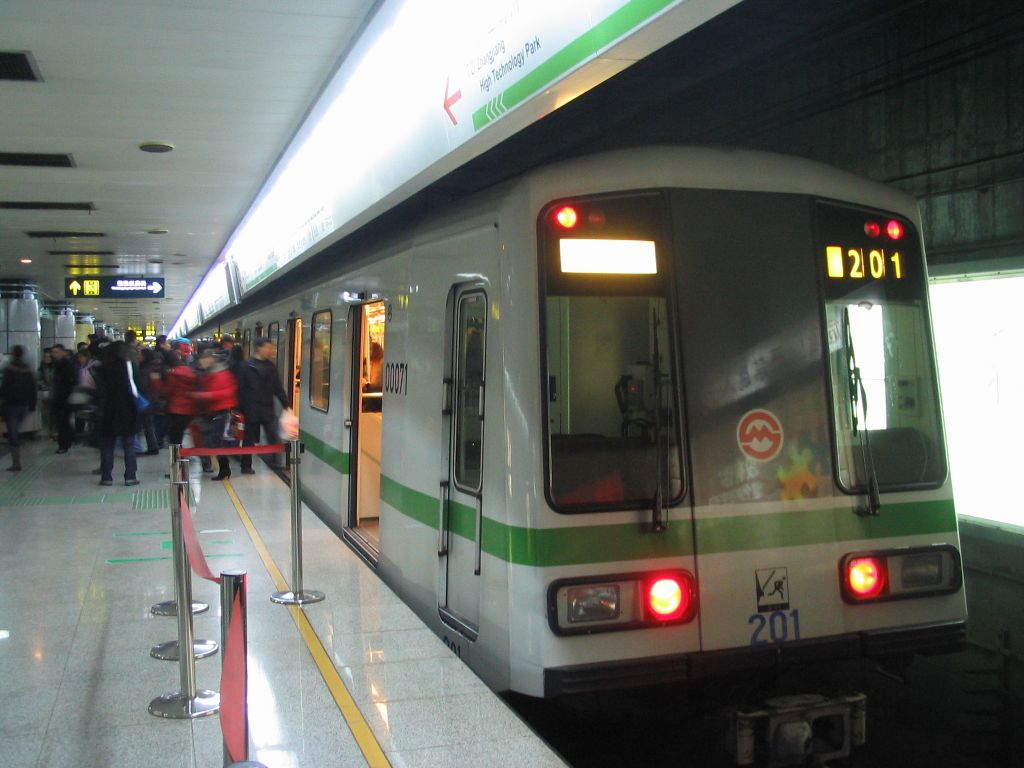
El andén de la Línea 2
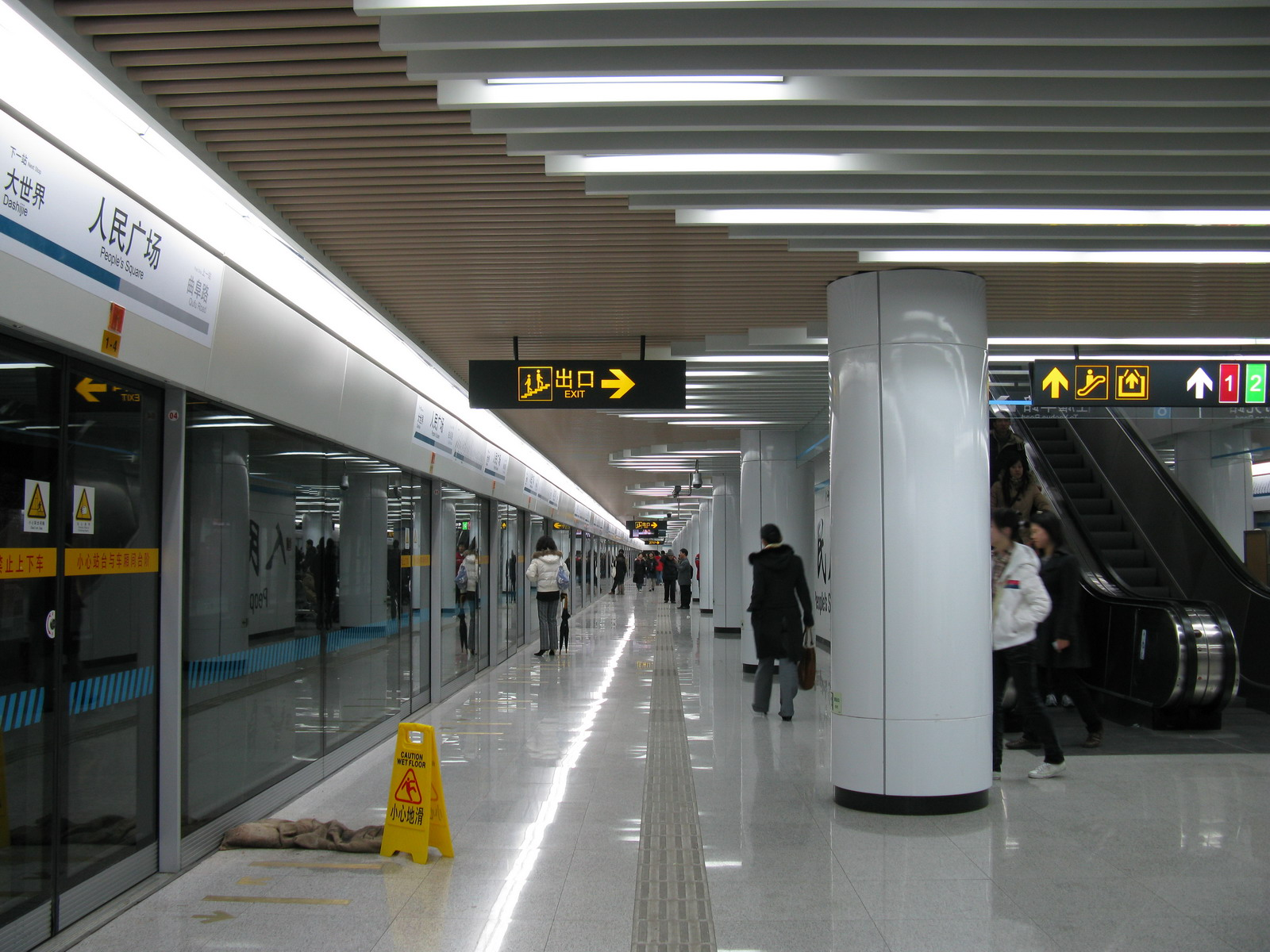
La plataforma central de la Línea 8